# FFS Film- & Fernseh-Synchron
Die FFS Film- & Fernseh-Synchron GmbH ist ein deutsches Synchronunternehmen mit Hauptgeschäftssitz in Berlin und München. 

## Geschichte
Das Unternehmen wurde 1971 gegründet. Die Film- & Fernseh-Synchron übernimmt die Synchronisation von Spielfilmen, Fernsehserien, Computerspielen und Fernseh-Werbespots. Weiterhin führt sie Arbeiten im Bereich der Postproduktion durch. Sieben Aufnahmestudios sind in Berlin zu finden, vier weitere sind in München ansässig. In München sind zudem drei Mischstudios zu finden. Die FFS gründete 2006 mit den Splendid Studios aus Köln die FFS Köln Film- & Fernseh-Synchron GmbH mit Sitz in Köln.
In ihrer 50-jährigen Geschichte hat die Film- & Fernseh-Synchron etwa 7.000 deutschsprachige Filmfassungen und Fernsehserien hergestellt. Zu den erfolgreichsten synchronisierten Filmproduktionen zählen sämtliche Filme der Harry-Potter-Filmreihe, die Herr-der-Ringe-Trilogie, die Pirates-of-the-Caribbean-Filmreihe, die Toy-Story-Filmreihe, Alice im Wunderland, Findet Nemo, Inception, 2012, die Filme der Filmreihe Die Chroniken von Narnia, Oben sowie die Filme der Twilight-Filmreihe. Im Bereich der Fernsehserien war das Unternehmen beispielsweise für die Synchronfassungen von Die Abenteuer von Tom Sawyer und Huckleberry Finn, CSI: Den Tätern auf der Spur, Dr. House, Drawn Together, Disneys Gummibärenbande, Hannah Montana, South Park und Unsere kleine Farm (2004) verantwortlich.
Zu den Partnern zählen Walt Disney Pictures, Warner Brothers, Universal Pictures, Sony Pictures, Paramount Pictures, Concorde Filmverleih, Tobis Film, Canal+, Constantin Film, DreamWorks SKG, 20th Century Fox, Universum Film GmbH, RTL Group, Arte, ARD sowie ZDF.
Film- & Fernseh-Synchron ist Mitglied im Synchronverband „Die Gilde“.